# Bart – televizní šoumen
Bart – televizní šoumen (v anglickém originále Girly Edition) je 21. díl 9. řady (celkem 199.) amerického animovaného seriálu Simpsonovi. Scénář napsal Larry Doyle a díl režíroval Mark Kirkland. V USA měl premiéru dne 19. dubna 1998 na stanici Fox Broadcasting Company a v Česku byl poprvé vysílán 21. března 2000 na stanici ČT1.

## Děj
Poté, co školník Willie sebere Bartovi skateboard za to, že mu zničil hromadu listí, naplní Bart během Willieho spánku jeho boudu kukuřičným krémem, a tak ji zničí. Když je Willie odvezen na ošetření, přísahá Bartovi pomstu. Mezitím se pořad Šáši Krustyho stane terčem kritiky Federální komise pro komunikaci, protože není dostatečně výchovný pro děti. Vedení Kanálu 6 navrhne, aby Krusty ze svého tříhodinového pořadu vyškrtl deset minut, a uvolnil tak místo pro dětský zpravodajský pořad Kidz News, v němž děti přinášejí a hlásí zprávy. Líza je přijata jako moderátorka zpráv spolu s dalšími dětmi ze Springfieldské základní školy. Bart nejprve není vybrán, ale poté, co si stěžuje Marge, je z něj sportovní hlasatel. 
Zaměstnanci kanálu považují Lízu za nudnou a Bartovým výkonem jsou naopak ohromeni. Bart je poté povýšen na spolukomentátora, což vede k Lízině žárlivosti. Poté, co Bart slyší Lízu mluvit za jeho zády, vyhledá radu Kenta Brockmana, jenž ho poučí o síle příběhů o lidských zájmech. Bart se stane úspěšným poté, co vytvoří část pořadu nazvanou Bartovi lidé, kterou Líza neschvaluje kvůli jejímu sentimentálnímu, citově manipulativnímu obsahu. Líza se část ze žárlivosti pokusí napodobit, ale dvakrát jí v tom zabrání Kočičí dáma. Nakonec pošle dopis, v němž vystupuje jako přistěhovalec žijící na skládce, který prosí, aby mohl být v Bartových lidech, což způsobí, že Bart spěchá na skládku, odkud vysílá živě. Dozvídá se však, že imigrantem je školník Willie, jenž se chce Bartovi pomstít. Líza, která se cítí provinile poté, co viděla, jak Willie v živém vysílán napadl Barta, přijíždí a zachrání ho tím, že použije podobné techniky, jaké Bart používal ve svých příbězích, aby ve Williem vzbudila emoce. Sourozenci se pak rozhodnou natočit dobrý vzdělávací zpravodajský pořad, jenže Kidz News jsou zrušeny ještě před jejich další epizodou. 
V podzápletce si Homer pořídí opičího pomocníka jménem Mojo poté, co se dozví, že si ho pořídil Apu. Nakonec je Mojo unavený, slabý a přežraný z toho, jak se cpe nezdravým jídlem a pije s Homerem pivo. Marge donutí Homera, aby opičku vrátil. 

## Produkce
Bart – televizní šoumen byla první epizoda, kterou Larry Doyle pro seriál napsal. Vymyslel hlavní i vedlejší zápletku. Vedlejší zápletka o Mojo byla inspirována filmem Monkey Shines; vedoucí pořadu Mike Scully požádal štáb, aby se při natáčení epizody tímto filmem inspiroval. Animátoři také studovali chování opic z jiných zdrojů, sledovali jejich pohyby a způsob interakce s lidmi. Eric Stefani, bývalý animátor seriálu, který odešel a byl tehdejším členem skupiny No Doubt, byl režisérem epizody Markem Kirklandem povolán zpět, aby animoval scény s Homerem a Mojo. Byla to Stefaniho poslední práce pro Simpsonovy. Na konci epizody je nemohoucí Mojo schopen pouze napsat do počítače „Modli se za Mojo“; tuto hlášku napsal George Meyer, který ji uvedl jako svůj nejoblíbenější osobní příspěvek k Simpsonovým. V této epizodě se představila opakující se postava Kočičí dáma.

## Analýza
Ve své knize Watching with The Simpsons: Television, Parody, and Intertextuality Jonathan Gray analyzuje scénu z epizody, v níž je oznámeno, že Kidz News byly nahrazeny dětským kresleným seriálem The Mattel and Mars Bar Quick Energy Chocobot Hour (odkaz na hračky Mattel a čokoládovou tyčinku Mars). Říká, že se tím zesměšňuje, „jak se mnohé dětské pořady staly jen o málo víc než reklamou na zboží.“ Gray také píše, že Simpsonovi „ilustrují, jak reklama jako žánr sama o sobě již vtrhla do mnoha, ne-li všech žánrů. Reklamy a marketing se neomezují na prostor mezi pořady; spíše jsou samy textovými vetřelci a součástí parodického útoku Simpsonových na reklamy je odhalování jejich úkrytů v jiných textech.“
Skutečný novinář jménem Reid, s nímž Gray vedl rozhovor pro svou knihu, uvádí, že Bart – televizní šoumen dobře odráží, jak někteří novináři skutečně pracují. Podle ní epizoda ukazuje „směšnou povahu toho, co často děláme. Dětské zprávy s Bartem a Lízou obsahují opravdu hloupé zpravodajské příběhy či ‚zprávy, které můžete použít‘ – jak se zbavit prostěradla, když ho namočíte. Domnívám se, že lidé takové příběhy opravdu dělají.“ Steven Keslowitz ve své knize The World According to the Simpsons píše, že epizoda ukazuje skutečnost, že „sledování atraktivních moderátorů zpráv a používání přesvědčivého tónu hlasu má často vliv na myšlení mnoha inteligentních členů americké společnosti“.

## Přijetí
Epizoda byla původně vysílána na stanici Fox ve Spojených státech 19. dubna 1998. V týdnu od 13. do 19. dubna 1998 se umístila na 26. místě ve sledovanosti s ratingem Nielsen 8,7, což znamená zhruba 8,5 milionu diváků v domácnostech. Epizoda byla v tomto týdnu třetím nejsledovanějším pořadem na stanici Fox po Aktech X a Tatíku Hillovi a spol.
Autoři knihy I Can't Believe It's a Bigger and Better Updated Unofficial Simpsons Guide, Warren Martyn a Adrian Wood, epizodu označili za „skvělou epizodu, plnou více než obvyklé kvóty dobrých vtipů“ a dodali: „Nejlepší ze všeho je Lízina pomsta Bartovi a šílená Kočičí dáma, která chodí a hází po lidech své kočky.“.
Ryan Keefer z DVD Verdict udělil epizodě hodnocení B a uvedl, že se mu více líbila podzápletka s Mojo než hlavní děj.
Colin Jacobson z DVD Movie Guide se vyjádřil, že Bart – televizní šoumen si bere „chytrý koncept a mění se v něco víc, než se očekávalo, když rýpe do obvyklé rivality mezi Bartem a Lízou. Nejsem si úplně jistý, proč Bart tak smutně reaguje na Líziny poznámky o jeho hlouposti, když se Líza Simpsonová právě ponořila do hlouposti mužských Simpsonů. Přesto je tu dost věcí, které díl udělaly zábavným.“
Tato epizoda je jednou z nejoblíbenějších epizod Yeardley Smithové. Říká: „Vlastně si moc epizod nepamatuji, protože mi všechny splývají dohromady, a stejně nemám moc dobrou paměť, ale tuhle si pamatuji a myslím si, že byla úžasná.“